# Сражение при Аусиге
Сражение при Аусиге (нем. Schlacht bei Aussig) или битва на Бегани или сражение при Усти-над-Лабем — одно из крупнейших сражений эпохи Гуситских войн. Объединенное войско гуситов разгромило 16 июня 1426 года армию немецких князей, двигавшуюся на выручку осаждённому Аусигу (современный Усти-над-Лабем).

## Предыстория
Весной 1426 года гуситы, воспользовавшись периодом временного смягчения противоречий между своими группировками, начали подготовку к наступлению, которое позволило бы им взять под свой контроль важные торговые пути, связывавшие внутренние районы Богемии с богатыми города Саксонии и Верхних Лужиц и обеспечить контроль над некоторыми укрепленными пунктами в северной и северо-восточной Чехии. Эти укрепления в основном находились под контролем Мейсенского маркграфства.
Первые отряды гуситов прибыли 26 мая 1426 года под Аусиг. В последующие недели город, принадлежавший в то время Мейсенскому маркграфству, был осаждён и отрезан от внешнего мира. Город ежедневно подвергался обстрелу, но гарнизон и население оказывали ожесточенное сопротивление, надеясь на помощь, которая, наконец, была организована курфюрстиной Катариной. Объединённая немецкая армия, куда входили войска саксонских, тюрингских, лужицких, силезских и других князей, а также ополчения имперских городов, в начале июня сосредоточилась у Фрейбурга. 11 июня 1426 года она двинулась в сторону Богемии по трём маршрутам. 15 июня плохо снабженные и голодные отряды ранним вечером соединились возле Хабаржовице, где провели ночь. 
Гуситы, когда узнали о сосредоточении армии противника в 10 км от своих позиций, отменили осаду и решили противостоять немцам западнее города, на невысоком холме возле деревень Пржедлице и Грбовице, который позже был назван «На Бегани», между двумя ручьями, на котором разбили вагенбург, окружив себя двойным кольцом возов.

## Ход сражения
Чешское командование утром 16-го начало переговоры с немцами, в ходе которых требовало двустороннего соглашения о взятии пленных и, возможно, переноса боя, во избежание кровопролития в воскресенье. Однако оба их требования были резко отвергнуты. Отсутствие продовольствия вынудило немецкое командование начать немедленную атаку утром, и немцы двинулись на пологий склон с двух направлений. 
Как только они оказались в пределах досягаемости, чешская армия открыла по ним шквальный огонь из своей артиллерии и арбалетов, однако первая атака немцев увенчалась успехом. В какой-то момент массе солдат удалось опрокинуть несколько повозок и перебраться через первое кольцо вагенбурга. Но на втором поясе лобовая атака нападающих была остановлена. Развернув сравнительно большое количество огнестрельного оружия, чехи постепенно вытеснили противника с позиций и перешли в контратаку конницей и пехотой, которая окончательно решила исход сражения в их пользу. 
Простые солдаты-пехотинцы первыми бежали с поля боя, тогда как немецкие рыцари заняли арьергардную позицию и вели неравный бой с гуситами. Часть этой имперской кавалерии отступила на северо-восток, к Грбовице и Пржедлице, где была окружена и перебита. Затем гуситы преследовали разгромленную армию до чешско-саксонской границы и нанесли ей дальнейшие тяжелые потери.

## Результаты
Пало большинство мейсен-остерландских и тюрингских военачальников, графов, баронов и рыцарей, числом около 500. Чехи взяли большие трофеи: возы, орудия, знамёна и 66 богатых палаток. Битва при Аусиге стала одним из самых кровопролитных и решительных сражений в ходе гуситских войн. Ближайшим следствием победы явилась сдача осаждённого гарнизона и переход Аусига в руки гуситов. 